# Sassandra (rzeka)
Sassandra – rzeka w Afryce, w zachodniej części Wybrzeża Kości Słoniowej, o długości 650 km, jedna z największych w kraju.

## Hydrologia
Odcinek źródłowy Sassandry nosi nazwę Tienba i bierze początek na wyżynie w północno-zachodniej części kraju pomiędzy miastami Odienné i Boundiali. Sassandrą rzeka ta zaczyna być nazywana około 58 km na północny wschód od Touby w miejscu ujścia prawostronnego dopływu o nazwie Férédougouby (określanego także jako Bagbé), wypływającego z wyżyn wschodniej Gwinei. Sassandra w swoim górnym i środkowym biegu płynie w kierunku południowym, następnie, po wypływie z Lac de Buyo, obiera orientację południowo-wschodnią. Uchodzi dwiema odnogami oddzielonymi wyspą do Zatoki Gwinejskiej w Sassandrze. Estuarium ma 7 km długości i 2 km szerokości. Średni przepływ w odcinku ujściowym wynosi 407 m³/s.
Głównymi dopływami są uchodzące prawostronnie Gouan i N’zo oraz lewostronnie Lobo i Davo.

## Zlewnia
Zlewnia zajmuje powierzchnię około 75 000 km². W swym górnym biegu rzeka przepływa przez sawanny. Ten fragment jej zlewni został intensywnie przeszukany pod kątem występowania złóż diamentów. Z kolei południowy obszar zlewni znany jest z pozyskiwania drewna, głównie mahoniu, w tym sipo, bananów i kawy. W dolnym biegu rzeka stanowi fragment wschodniej granicy Parku Narodowego Taï, chroniącego m.in. zagrożone wyginięciem hipopotamy karłowate (Choeropsis liberiensis) i szympansy zwyczajne (Pan troglodytes).

## Gospodarka
Duża liczba progów rzecznych (zwłaszcza w dolnym biegu rzeki) powoduje znaczące ograniczenia w żegludze. Jedynie mniejsze jednostki są w stanie wpłynąć na około 80 km z portu w Sassandrze w górę rzeki.
W 1980 około 50 km na południowy wschód od miasta Guiglo ukończono budowę wysokiej na 37 m zapory wodnej Barrage de Buyo. W wyniku przecięcia biegu rzeki powstał zbiornik retencyjny Lac de Buyo o średniej powierzchni szacowanej  na około 600 km² i zdolności retencyjnej 8300 mln m³, wykorzystywany w celu hydroenergetycznym. Jest drugim pod względem wielkości, po Lac de Kossou, rezerwuarem w kraju. Do 2001 na całej rzece wybudowano łącznie dziesięć tam.